# Nguyễn Phúc Cự
Nguyễn Phúc Cự (chữ Hán: 阮福昛; 2 tháng 10 năm 1810 – 11 tháng 8 năm 1849), tước phong Thường Tín Quận Vương (常信郡王), là một hoàng tử con vua Gia Long nhà Nguyễn trong lịch sử Việt Nam.

## Tiểu sử
Hoàng tử Cự sinh ngày 4 tháng 9 (âm lịch) năm Canh Ngọ (1810), là con trai thứ 11 của vua Gia Long, mẹ là Cung Thận Đức phi Lê Ngọc Bình. Ông là em cùng mẹ với An Nghĩa Công chúa Ngọc Ngôn, Mỹ Khê Công chúa Ngọc Khuê và Quảng Uy công Nguyễn Phúc Quân.
Năm Gia Long thứ 16 (1817), hoàng tử Cự được sách phong làm Thường Tín công (常信公), khi đó mới 8 tuổi.

### Thời Minh Mạng
Năm Minh Mạng thứ 3 (1823), Long Thành Công chúa Ngọc Tú, chị ruột cùng mẹ với vua Gia Long, qua đời mà không có con thờ tự. Bộ Lễ tâu với vua Minh Mạng rằng: “Khi xưa Thế Tổ Cao Hoàng đế ta thường cho công chúa nuôi Thường Tín công Cự, từ đấy ân tình nuôi nấng chẳng khác gì mẹ con trong nhà, xin lập Thường Tín công làm chủ tự”. Vua chuẩn cho.
Năm thứ 9 (1829), anh cùng mẹ với Thường Tín công Cự là Quảng Uy công Quân mất sớm, tuy nhiều thê thiếp nhưng không có con. Vì vậy, toàn bộ gia sản của Quảng Uy công đều được giao cho Cự coi giữ.
Tháng 5 (âm lịch) năm thứ 16 (1835), vua cùng Nhân Tuyên Hoàng thái hậu đi tuần du ở cửa biển Thuận An. Ngày hồi cung, vua từ hành cung Thuận An đến hành cung Cáp Châu. Thường Tín công Cự theo vua xuống thuyền Long Nhất để hầu. Vì chỗ vua ngồi ở đầu thuyền chưa trải chiếu, Thường Tín công lầm ngồi lên đó. Viện Đô sát bèn tham hặc về việc đó. Vua bảo rằng: “Dạo trước, Kiến An công mua tư đường cát, ấy là hữu tâm mà lỗi nhỏ. Nay Thường Tín công ngồi lầm vào chỗ vua ngự, thì là vô tâm mà lỗi lớn, nhưng Thường Tín công là người có tính lỗ mãng chất phác thế nào, ta vẫn biết rõ. Hơn nữa vì thân công nhiều bệnh, nặng tai, lại không năng đi hộ giá, nên mới đến nỗi thất thố trong lúc tiến, lúc ngừng. Vậy, còn có thể tha thứ được”, bèn gia ơn phạt nhẹ Thường Tín công Cự 1 năm lương.
Minh Mệnh năm thứ 19 [1838] ... Thanh Hoa, Nghệ An và Bắc Kỳ phái đưa con cháu nhà Lê lần lượt đến Kinh, sai phân phát an trí ở các địa phương Quảng Nam, Quảng Ngãi, Bình Định, người còn trốn tránh, bắt sở tại thúc giục tra xét, tiếp tục giải đi. Do mẹ để của Thường Tín công là công chúa Lê Ngọc Bình nên được lệnh xuất 4.000 quan ra chu cấp và phải dứt tình nghĩa với họ Lê.
Năm thứ 21 (1840), tháng 2 (âm lịch), người nấu bếp thuộc phủ Thường Tín công Cự là Lê Văn Thiện cậy thế mua rẻ hàng hóa ở chợ. Khoa đạo là Đặng Quốc Long đem việc đó hặc tâu. Vua sai Cẩm y vệ lập tức đem treo sống Lê Văn Thiện ở chợ Nam Thọ 3 ngày, rồi phát đi sung quân ở bảo Côn Lôn. Thường Tín công vì không biết răn thuộc hạ nên chịu phạt lương 6 tháng, không được lấy công khác khấu trừ đi, lại truy thu 500 quan tiền chia cấp cho người nghèo ở chợ Nam Thọ.
Tháng 4 (âm lịch) năm đó, vua cho đúc các con thú bằng vàng để ban thưởng cho các hoàng thân anh em, các hoàng tử công và hoàng tử chưa được phong tước. Thường Tín công Cự được ban cho một con kỳ lân bằng vàng nặng 3 lạng 5 đồng cân.

### Thời Thiệu Trị
Năm Thiệu Trị thứ nhất (1841), vua xuống dụ miễn cho các thân công Kiến An, Định Viễn, Diên Khánh, Điện Bàn, Thường Tín, An Khánh và Từ Sơn, đều là hoàng thúc của vua, khỏi phải lạy ngày thường chầu, trừ khi triều hội và các điển lễ lớn.
Năm thứ 4 (1844), tế trời đất ở đàn Nam Giao. Lễ xong, vua thưởng cho hoàng thân và các quan văn võ kim tiền và ngân tiền theo thứ bậc. Các hoàng thúc của vua đều được ban thêm một đồng kim tiền lớn hạng nhất có chữ Long vân khế hội.

### Thời Tự Đức
Năm Tự Đức thứ 2 (1849), ngày 25 tháng 6 (âm lịch), Thường Tín công Cự mất, hưởng thọ 40 tuổi, được ban thụy là Ôn Tĩnh (溫靜). Vua cấp cho 3000 quan tiền để lo việc an táng cho ông.
Ông sau đó được truy tặng làm Thường Tín Quận vương (常信郡王), nhưng không rõ vào triều vua nào, được cải thụy thành Trang Cung (莊恭). Mộ của quận vương Cự được táng tại Dương Xuân Thượng (nay là một phần của phường Thủy Xuân, thành phố Huế); phủ thờ dựng ở làng Xuân Vinh (thuộc huyện Phú Lộc, Huế).

## Gia quyến
Thường Tín Quận vương Cự có tất cả 7 con trai và 11 con gái.  Dưới đây liệt kê tên của một số người:
- Thường Nhâm, công tử trưởng[15].
- Thường Dung, công tử thứ[15].
- Thường Đổng, công tử thứ 3, năm Tự Đức thứ 8 (1858) được phong làm Vĩnh Ân Đình hầu[13].
- Thường Lâu, công tử thứ 5, cũng năm Tự Đức thứ 8 được ân phong Trợ quốc khanh[13].